# Чорноморське (Одеський район)
 Чорномо́рське (до 1945 — Чаба́нка, до 1978 року — Гварді́йське) — селище в Одеському районі Одеської області в Україні. Адміністративний центр Чорноморської селищної громади.

## Населення

### Мова
Розподіл населення за рідною мовою за даними перепису 2001 року:
| Мова            | Кількість | Відсоток |
| --------------- | --------- | -------- |
| російська       | 3350      | 56.04%   |
| українська      | 2568      | 42.96%   |
| румунська       | 19        | 0.32%    |
| білоруська      | 18        | 0.30%    |
| вірменська      | 8         | 0.13%    |
| болгарська      | 5         | 0.08%    |
| гагаузька       | 1         | 0.02%    |
| інші/не вказали | 9         | 0.15%    |
| Усього          | 5978      | 100%     |

## Історія
Свою назву Чабанка, поселення отримало після того, як в 1802 році в цих краях оселилися пастухи, які охороняли худобу для прогодування будівельників Одеського порту.
В 1925 році в селищі був вбитий командир Червоної армії Григорій Котовський.
Селище Чорноморське довгий час було закритим військовим містечком, в ньому дислокувалися декілька військових частин колишнього Одеського військового округу, надалі  Оперативного командування «Південь». На околицях селища розташовувалися дачі членів Військової Ради військового округу та військовий радгосп «Гвардійський», який постачав продукти до військ.
З початком  російської збройної агресії, селище знову заполонили військові підрозділи, в тому числі, які були виведені на материкову частину України після окупації Криму Росією.

## Інфраструктура
Останніми роками на околицях селища створена інфраструктура для літнього відпочинку: аквапарк, бази відпочинку тощо, тому під час курортного сезону населення селища значно збільшується.

### Об'єкти соціальної сфери
- Гарнізонний будинок офіцерів.
- Поштове відділення.
- Загальноосвітня школа I—III ступенів.
- Медичний пункт.
- Магазини, кафе.

## Відомі люди
- Акулібаба Олександр В'ячеславович — український військовик, солдат 28-ма окремої механізованої бригади Збройних сил України. Кавалер ордена «За мужність» III ступеня.
- Васильєв Дмитро Володимирович (1986—2015) — український військовик, капітан Збройних сил України, командир роти вогневої підтримки 28-ї окремої механізованої бригади, учасник російсько-української війни. Лицар ордена Богдана Хмельницького III ступеня. Загинув у бою.
- Грачов Олексій Георгійович (1977—2014) — український військовик, полковник Збройних сил України, начальник відділу підготовки військ Управління бойової підготовки 6-го Армійського корпусу. 15.07.2014 року, за особисту мужність і героїзм нагороджений орденом Богдана Хмельницького III ступеня. Загинув у бою поблизу м. Іловайськ (Донецька область) під час виходу з оточення.